# 皮斯基尤赫山
13°42′07″S 70°59′17″W / 13.70194°S 70.98806°W
皮斯基尤赫山（Pisquioc），是秘魯的山峰，位於該國東南部庫斯科大區，由基斯皮坎奇省的馬爾卡帕塔區負責管轄，屬於韋爾卡努塔山脈的一部分，海拔高度約5,000米。